# Bahnstrecke Vojkovice nad Ohří–Kyselka
| Kursbuchstrecke: | 86 (1936)            |                                    |                                    |
| Streckenlänge: | 8,137 km             |                                    |                                    |
| Spurweite: | 1435 mm (Normalspur) |                                    |                                    |
| Streckengeschwindigkeit: | 15 km/h              |                                    |                                    |
| |                      |                                    |                                    |
| \| \| \| von Chomutov (vorm. BEB) \| \| \| \| 0,00 \| Vojkovice nad Ohří früher Wickwitz \| 335 m \| \| \| \| nach Cheb (vorm. BEB) \| \| \| \| \| Bystřice \| \| \| \| 3,00 \| Velichov früher Welchau \| Velichov früher Welchau \| \| \| 6,70 \| Radošov früher Rodisfort \| Radošov früher Rodisfort \| \| \| 8,13 \| Kyselka früher Gießhübl-Sauerbrunn \| Kyselka früher Gießhübl-Sauerbrunn \| \| \| \| Egerbrücke \| \| \| \| 9,00 \| Anschluss Mattoni \| Anschluss Mattoni \| |                      |                                    |                                    |
| Strecke |                      | von Chomutov (vorm. BEB)           | von Chomutov (vorm. BEB)           |
| Bahnhof | 0,00                 | Vojkovice nad Ohří früher Wickwitz | 335 m                              |
| Abzweig geradeaus und nach rechts |                      | nach Cheb (vorm. BEB)              | nach Cheb (vorm. BEB)              |
| Brücke über Wasserlauf |                      | Bystřice                           | Bystřice                           |
| ehemaliger Haltepunkt / Haltestelle | 3,00                 | Velichov früher Welchau            | Velichov früher Welchau            |
| ehemaliger Haltepunkt / Haltestelle | 6,70                 | Radošov früher Rodisfort           | Radošov früher Rodisfort           |
| Betriebs-/Güterbahnhof Strecke ab hier außer Betrieb | 8,13                 | Kyselka früher Gießhübl-Sauerbrunn | Kyselka früher Gießhübl-Sauerbrunn |
| Brücke (Strecke außer Betrieb) |                      | Egerbrücke                         | Egerbrücke                         |
| | 9,00                 | Anschluss Mattoni                  | Anschluss Mattoni                  |

Die Bahnstrecke Vojkovice nad Ohří–Kyselka ist eine heute als Anschlussbahn („vlecka“) genutzte Bahnstrecke in Tschechien, die ursprünglich von der Firma Mattoni als Lokalbahn Wickwitz–Gießhübl-Sauerbrunn errichtet wurde. Die Strecke beginnt in Vojkovice nad Ohří (Wickwitz) und führt im Egertal nach  Kyselka (Gießhübl-Sauerbrunn).

## Geschichte
Am 26. April 1894 wurde dem Unternehmer Heinrich Mattoni das Recht „zum Baue und Betriebe als normalspurige Localbahn auszuführenden Locomotiveisenbahn von der Station Welchau-Wickwitz der ausschließlich privilegierten Buschtěhrader Eisenbahn nach Gießhübl-Puchstein“ erteilt.
Die Strecke wurde am 1. Februar 1895 für den Güterverkehr eröffnet. Haupttransportgut war das in Gießhübel-Sauerbrunn abgefüllte Mineralwasser („Mattoni's Gießhübler“).
Am 15. April 1895 wurde auch der Personenverkehr aufgenommen, der allerdings nur während der Kursaison im Sommer aufrechterhalten wurde. Gießhübel-Sauerbrunn war seinerzeit ein Kurort und galt als ein beliebtes Ausflugsziel der Karlsbader Kurgäste. Der Sommerfahrplan 1921 wies vier Reisezugpaare 2. und 3. Klasse aus, die für die Gesamtstrecke von Wickwitz nach Gießhübl-Sauerbrunn 19 Minuten benötigten.

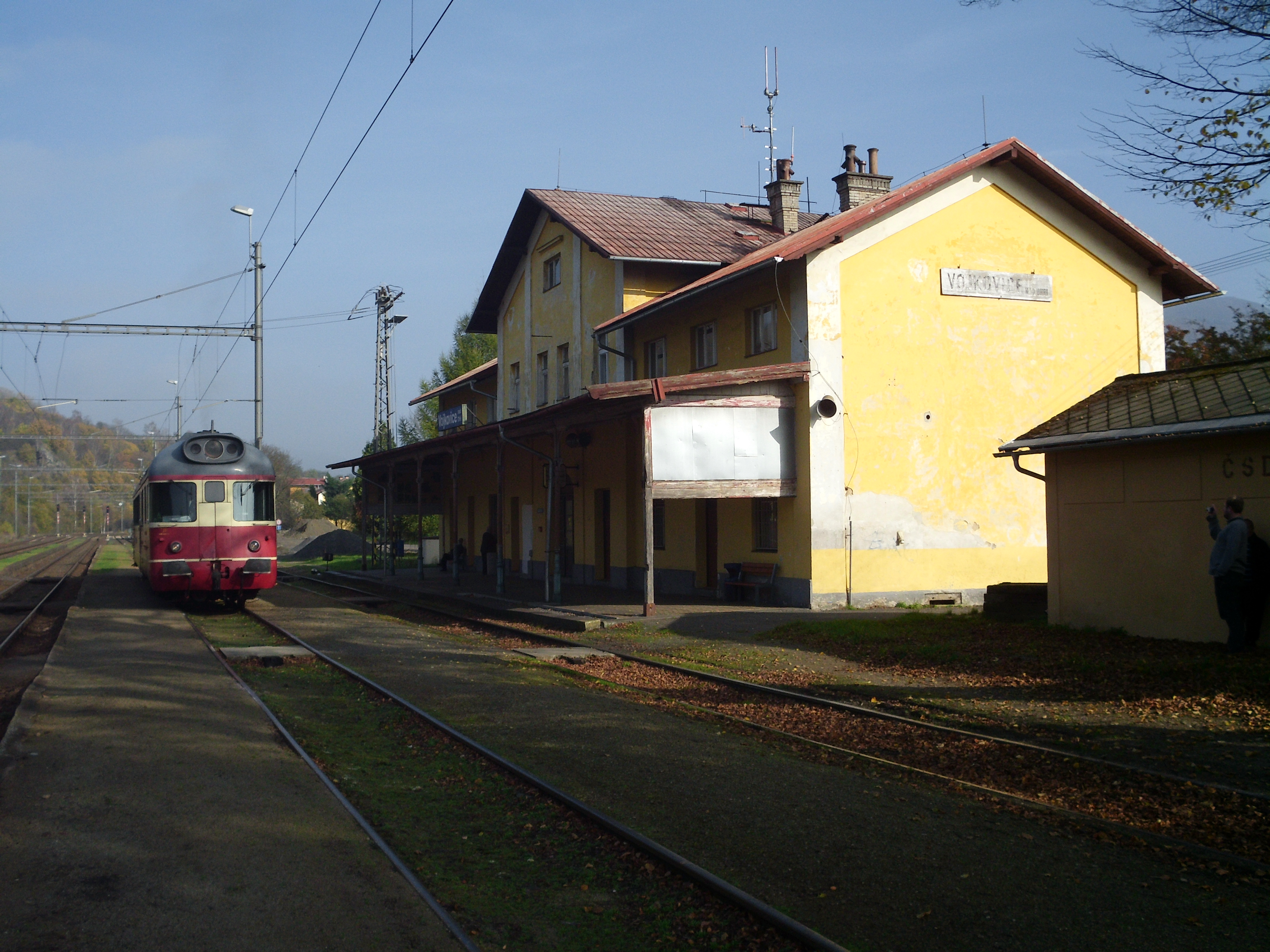
Ausgangspunkt der Strecke ist der Bahnhof Vojkovice nad Ohří (2014)

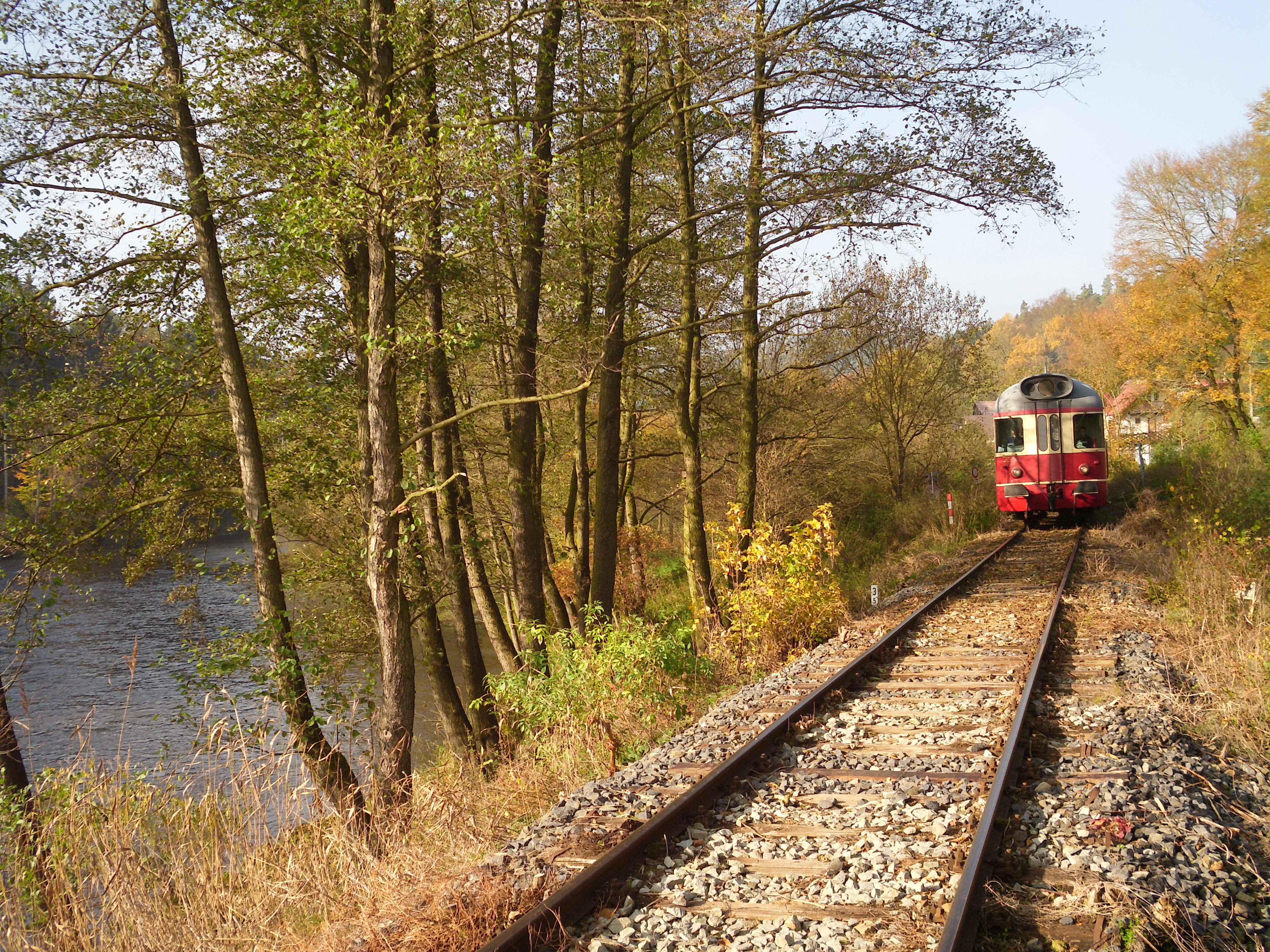
Die Strecke bei Velichov mit einem Sonderzug (2014)

Den Betrieb führte zunächst die Buschtěhrader Eisenbahn (BEB) im Auftrag der Lokalbahn Wickwitz–Gießhübl-Sauerbrunn aus. Am 1. Januar 1923 traten an Stelle der verstaatlichten BEB die Tschechoslowakischen Staatsbahnen (ČSD). Am 5. Juli 1923 wurde die Lokalbahn  verstaatlicht und vollständig ins Eigentum der ČSD überführt.
1936 verkehrten auf der Strecke letztmals Personenzüge. Nach der Angliederung des Sudetenlandes an Deutschland übernahm die Deutsche Reichsbahn in den Jahren 1938 bis 1945 den Betrieb.
Nach dem Zweiten Weltkrieg kam die Strecke wieder zu den ČSD. Seit 1993 wurde die Strecke von deren Nachfolger České dráhy (ČD) betrieben. Seit 2003 gehört sie zum Netz des staatlichen Infrastrukturbetreibers Správa železniční dopravní cesty (SŽDC).
Im Jahr 1998 wurde der Anschluss Mattoni letztmals bedient, seitdem wickelte Mattoni den Versand komplett über den Straßenverkehr ab.
Seit dem 15. August 2012 wird die Strecke wieder für den Versand des Mineralwassers Mattoni genutzt. Dafür verkehren mehrmals wöchentlich Güterzüge, die in Zusammenarbeit von Autodoprava Hanzalík und ČD Cargo betrieben werden. Etwa ein Drittel der Gesamtproduktion wird seitdem wieder mit der Bahn abgefahren. Die offizielle Festveranstaltung zur Wiederinbetriebnahme der Strecke fand am 28. August 2012 statt. Für die Besucher der Veranstaltung pendelte zwischen Vojkovice n. O. und Kyselka ein dampfbespannter Sonderzug.

## Fahrzeugeinsatz
Die Lokalbahn Wickwitz–Gießhübl-Sauerbrunn besaß nur eine einzige eigene Lokomotive mit dem Namen MATTONI. Die dreifach gekuppelte Tenderlokomotive entsprach der Reihe Ia der Buschtěhrader Eisenbahn und erhielt später von den ČSD die Betriebsnummer 300.623.